# کورنوکیو
کورنوکیو (به ایتالیایی: Cornovecchio) یک کومونه در ایتالیا است که در استان لودی واقع شده‌است.

## خصوصیات
کورنوکیو ۶٫۵ کیلومترمربع مساحت و ۲۳۲ نفر جمعیت دارد.